# Nestor Motion Picture Company
Nestor Studio, также известная как Nestor Motion Picture Company и Nestor Film Company — упразднённая кинокомпания, открытая в 1909 году братьями Дэвидом и Уильямом Хорсли. Была основана как часть Centaur Film Company, которая расположена в Бейонне, штат Нью-Джерси. 27 октября 1911 года открыла первую постоянную студию, фактически расположенную в современном Голливуде. 20 мая 1912 года компания объединилась со своим дистрибьютором, Universal Film Manufacturing Company.